# Sándor Weöres
Sándor Weöres (Szombathely, 22 de juny de 1913-Budapest, 22 de gener de 1989) era un escriptor i traductor hongarès.
La seva mare tenia origen serbi i el seu pare era hússar.
Estudià dret a la Universitat de Pécs.

## Obres
- Hideg van, 1934.
- A kő és az ember, 1935.
- A teremtés dicsérete, 1938.
- Meduza, 1944.
- A szerelem ábécéje, 1946.
- Elysium, 1946.
- Gyümölcskosár, 1946.
- A fogok tornáca, 1947.
- Bóbita, 1955.
- A hallgatás tornya, 1956.
- Tarka forgó, 1958.
- Tűzkút, 1964.
- Gyermekjátékok, 1965.
- Merülő Saturnus, 1968.
- Zimzizim, 1969.
- Psyché, 1972.
- Télország, 1972.